# Archirej
Archirej (Archijerej) (z gr. – arcykapłan) – członek wyższego duchowieństwa (patriarcha, arcybiskup i biskup) w kościołach prawosławnych i greckokatolickich.